# Stanisław Gąssowski

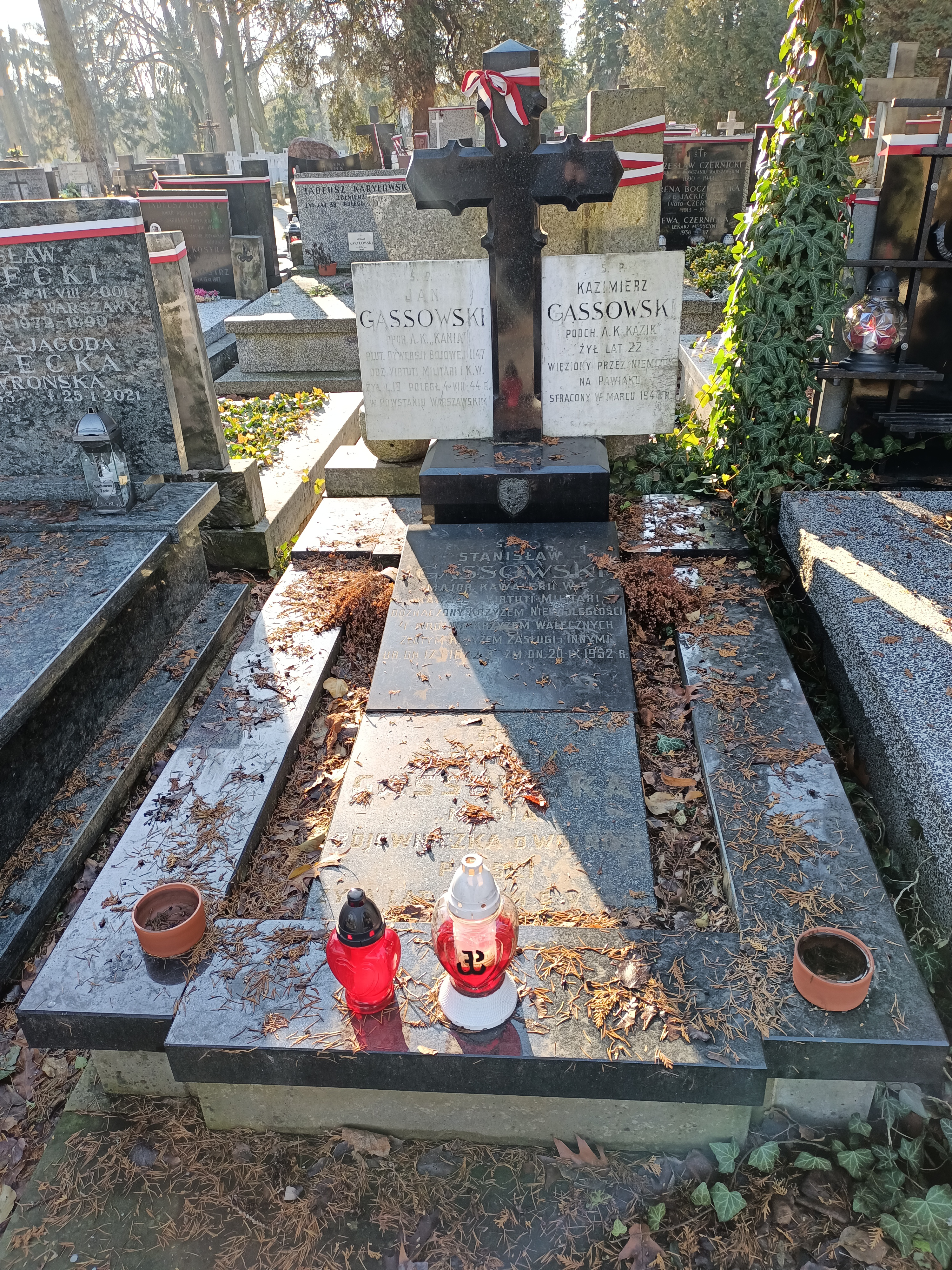
Grób Stanisława Gąssowskiego na cmentarzu Wojskowym na Powązkach w Warszawie

Stanisław Jan Karol Gąssowski, ps. „Młynkowski” (ur. 17 stycznia 1892 w Miedzierzy, zm. 20 września 1952 w Warszawie) – major kawalerii Wojska Polskiego, działacz niepodległościowy, kawaler Orderu Virtuti Militari.

## Życiorys
Urodził się 17 stycznia 1892 w Miedzierzy, w ówczesnym powiecie koneckim guberni radomskiej, w rodzinie Józefa, leśniczego i Marii z Szyndlerów. 
Był uczniem szkół handlowych w Radomiu, Kielcach i Tomaszowie Rawskim, gdzie w 1911 zdał egzamin maturalny. Od 1912 studiował w Wyższej Szkole Handlowej w Warszawie. Od 1913 był członkiem Związku Strzeleckiego. W 1915 wstąpił do Legionów Polskich, walczył w szeregach 1 pułku ułanów Legionów Polskich, w stopniu kaprala. od 20 lipca 1917 do 9 grudnia 1917 był internowany w Szczypiornie. 
Po odzyskaniu przez Polskę niepodległości został przyjęty do Wojska Polskiego. Służył początkowo w szwadronie radomskim 11 Pułku Ułanów, następnie w Dowództwie Okręgu Generalnego Lublin, W stopniu podporucznika brał udział w wojnie polsko-bolszewickiej 1919–1920 w szeregach 7 pułku ułanów Lubelskich, w którym służył od marca 1919. 
Został awansowany do stopnia rotmistrza kawalerii ze starszeństwem z dniem 1 czerwca 1919. W latach 20. pozostawał oficerem 7 pułku w Mińsku Mazowieckim, gdzie był m.in. dowódcą szwadronu. W lutym 1928 otrzymał przeniesienie do 2 pułku strzelców konnych w Hrubieszowie na stanowisko kwatermistrza. 18 lutego 1928 roku awansował na majora ze starszeństwem z dniem 1 stycznia 1928 i 23. lokatą w korpusie oficerów kawalerii. 23 października 1931 został przesunięty na stanowisko zastępcy dowódcy pułku. W czerwcu 1934 został przeniesiony do rejonowego inspektora koni Płock na praktykę z zachowaniem dotychczasowego dodatku służbowego. W grudniu 1934 został zatwierdzony na stanowisku rejonowego inspektora koni w Płocku. Z dniem 1 sierpnia 1935 został przydzielony do Ministerstwa Spraw Wewnętrznych na sześciomiesięczną praktykę. Od lutego 1936 pozostawał w dyspozycji dowódcy 13 Brygady Kawalerii, 31 maja 1936 został przeniesiony do rezerwy.
26 września 1936 Minister Spraw Wewnętrznych mianował go starostą przeworskim. Został zwolniony z urzędu we wrześniu 1937. 26 listopada 1937 został starostą lidzkim i pełnił tę funkcję do 17 września 1939, kiedy przekroczył granicę z Litwą i został internowany.
Do 1941 był więziony w obozie jenieckim NKWD w Griazowcu. 25 sierpnia 1941, po uwolnieniu, został przyjęty do Polskich Sił Zbrojnych w ZSRR i wyznaczony na stanowisko zastępcy kwatermistrza Ośrodka Organizacyjnego Armii. 24 stycznia 1942 objął stanowisko kwatermistrza 8 Dywizji Piechoty, a 17 maja tego roku kwatermistrza obozu na terytorium Brytyjskiego Mandatu Palestyny. 13 lipca 1942 został dowódcą transportu jeńców niemieckich z Suezu do Nowego Jorku. 5 września 1942 przybył z USA do Szkocji i został przydzielony do 2 Batalionu Oficerskiego na stanowisko dowódcy kompanii. Ukończył kurs w Centrum Wyszkolenia Etapowego. Od 20 lipca 1943 pełnił służbę w Inspektoracie Zarządu Wojskowego dla spraw cywilnych na stanowisku kierownika sekcji samorządowej. 16 września 1944 został kwatermistrzem Obozu Nr 3 w Lille we Francji. 1 października 1945 z powodu przekroczenia granicy wieku został przeniesiony do rezerwy personalnej oficerów i oddany do dyspozycji Komendy Garnizonu Inverurie w Szkocji. 5 grudnia 1947 wrócił do Polski i zarejestrował się w Punkcie Przyjęcia PUR Gdynia Port.
Został pochowany na cmentarzu Wojskowym na Powązkach (kwatera A 23-1-24).

## Życie prywatne
Był żonaty ze Stefanią Jeziorkowską z którą, miał córkę Hannę (ur. 17 maja 1919) i dwóch synów: Kazimierza (ur. 8 listopada 1922) i Jana (ur. 18 czerwca 1925). Syn Kazimierz ps. „Kazik”, „Wózkarz” był żołnierzem warszawskiej AK, ujęty przez Niemców i rozstrzelany 16 marca 1944 na terenie ruin getta. Młodszy syn Jan ps. „Kania”, kapral podchorąży, dowódca drużyny II plutonu (dawny pluton 1147 - „DB-3”) 4. kompanii Zgrupowania Bartkiewicz, odznaczony Krzyżem Walecznych, poległ 4 sierpnia 1944 ataku na główną bramę PAST-y przy ul. Zielnej 39. Córka Hanna Maria ps. „Kulka”, po mężu Ryńska, sanitariusza Pułku Baszta, odznaczona m.in. Krzyżem Walecznych, lekarz dentysta, zmarła 14 stycznia 1999 jako ofiara wypadku drogowego.

## Ordery i odznaczenia
- Krzyż Srebrny Orderu Wojskowego Virtuti Militari nr 2721 – 1921[28][29][30]
- Krzyż Niepodległości – 2 sierpnia 1931 „za pracę w dziele odzyskania niepodległości”[31][32][33]
- Krzyż Walecznych czterokrotnie[34][35]
- Złoty Krzyż Zasługi – 10 listopada 1928[34]
- Medal Pamiątkowy za Wojnę 1918–1921[36]
- Medal Dziesięciolecia Odzyskanej Niepodległości[36]
- Odznaka Pamiątkowa Więźniów Ideowych[37]
- Krzyż Oficerski Orderu Korony Rumunii[34]
- łotewski Medal Pamiątkowy 1918-1928 – 6 sierpnia 1929[38]